# Gaurax basitarsalis
Gaurax basitarsalis är en tvåvingeart som beskrevs av Curtis W. Sabrosky 1951. Gaurax basitarsalis ingår i släktet Gaurax och familjen fritflugor.
Artens utbredningsområde är New Brunswick. Inga underarter finns listade i Catalogue of Life.